# Чапли (Курская область)
Чапли — село в Курчатовском районе Курской области. Административный центр Чаплинского сельсовета.

## История
Исторически административно входило в состав Льговского уезда Курской губернии.

## География
Село находится на реке Реут, в 48 километрах к юго-западу от Курска, в 10 километрах западнее районного центра — города Курчатов.
Улицы
В селе есть улица Молодёжная.
Климат
В селе Чапли умеренный (влажный) континентальный климат без сухого сезона с тёплым летом (Dfb в классификации Кёппена).
| Показатель                                                                   | Янв. | Фев. | Март | Апр. | Май  | Июнь | Июль | Авг. | Сен. | Окт. | Нояб. | Дек. | Год  |
| ---------------------------------------------------------------------------- | ---- | ---- | ---- | ---- | ---- | ---- | ---- | ---- | ---- | ---- | ----- | ---- | ---- |
| Средний суточный максимум, °C                                                | −3,9 | −2,9 | 3,1  | 13,2 | 19,5 | 22,8 | 25,3 | 24,7 | 18,3 | 10,7 | 3,6   | −1   | 11,1 |
| Средняя температура, °C                                                      | −6   | −5,4 | −0,6 | 8,4  | 14,9 | 18,5 | 21   | 20,1 | 14,1 | 7,4  | 1,3   | −3   | 7,6  |
| Средний суточный минимум, °C                                                 | −8,4 | −8,6 | −4,7 | 2,9  | 9,2  | 13,1 | 15,9 | 15   | 9,8  | 4,1  | −1    | −5,2 | 3,5  |
| Норма осадков, мм                                                            | 51   | 44   | 48   | 50   | 63   | 70   | 74   | 54   | 57   | 57   | 47    | 49   | 664  |
| Источник: Погода по месяцам c ru.climate-data.org(дата обращения: Июнь 2021) |      |      |      |      |      |      |      |      |      |      |       |      |      |

## Население
| 2002 | 2010 |
| ---- | ---- |
| 658  | ↘530 |

## Инфраструктура
Общеобразовательная школа. Администрация поселения.
Личное подсобное хозяйство. На 1 июня 2021 года 363 дома.

## Транспорт
Чапли находится в 2 км от автодороги регионального значения 38К-017 (Курск — Льгов — Рыльск — граница с Украиной) и на автодороге межмуниципального значения 38Н-376 (38Н-017 — Чапли — Благодатное), в 3 км от ближайшей ж/д станции Блохино (линия Льгов I — Курск). Остановка общественного транспорта.
В 134 км находится аэропорт имени В. Г. Шухова (недалеко от Белгорода).